# 미쓰 마마
《미쓰 마마》(Bittersweet Joke)는 한국에서 제작된 백연아 감독의 2012년 다큐멘터리 영화이다. 최형숙 등이 주연으로 출연하였다.

## 출연

### 주연
- 최형숙
- 김현진
- 장지영
- 최준서

## 기타
- 어시스턴트 프로듀서: 진수경